# Piney, Arkansas
Piney är en ort i Garland County i delstaten Arkansas, USA.